# Taekwondo la Jocurile Olimpice de vară din 2012
Probele sportive de taekwondo la Jocurile Olimpice de vară din 2012 se vor desfășura în perioada 8-11 august 2012 la centrul ExCeL din Londra. Competiția va fi ținută în opt categorii de greutate: patru pentru bărbați, și patru pentru femei.

## Calendarul competițional
| Taekwondo la JO de vară 2012 | Taekwondo la JO de vară 2012 | Taekwondo la JO de vară 2012 | Taekwondo la JO de vară 2012 | Taekwondo la JO de vară 2012 |
| Probă                        | August                       | August                       | August                       | August                       |
| Feminin                      | 8                            | 9                            | 10                           | 11                           |
| ---------------------------- | ---------------------------- | ---------------------------- | ---------------------------- | ---------------------------- |
| 49 kg                        |                              |                              |                              |                              |
| 57 kg                        |                              |                              |                              |                              |
| 67 kg                        |                              |                              |                              |                              |
| +67 kg                       |                              |                              |                              |                              |
| Masculin                     | 8                            | 9                            | 10                           | 11                           |
| 58 kg                        |                              |                              |                              |                              |
| 68 kg                        |                              |                              |                              |                              |
| 80 kg                        |                              |                              |                              |                              |
| +80 kg                       |                              |                              |                              |                              |

## Țări calificate
- Afganistan
- Algeria
- Argentina
- Armenia
- Australia
- Azerbaidjan
- Brazilia
- Canada
- Chile
- China
- Coasta de Fildeș
- Columbia
- Coreea de Sud
- Costa Rica
- Croația
- Cuba
- Egipt
- Finlanda
- Franța
- Gabon
- Germania
- Grecia
- Grenada
- Guatemala
- Iordania
- Iran
- Italia
- Jamaica
- Japonia
- Kazahstan
- Kîrgîzstan
- Liban
- Marea Britanie
- Maroc
- Mexic
- Nigeria
- Noua Zeelandă
- Olanda
- Papua Noua Guinee
- Peru
- Polonia
- Republica Centrafricană
- Republica Dominicană
- Rusia
- Samoa
- Senegal
- Serbia
- Slovenia
- Spania
- Statele Unite
- Suedia
- Tadjikistan
- Taiwan
- Thailanda
- Tunisia
- Turcia
- Ucraina
- Uzbekistan
- Vietnam

## Rezultate

### Clasament pe medalii
| Loc   | Țară           | Aur | Argint | Bronz | Total |
| ----- | -------------- | --- | ------ | ----- | ----- |
| 1     | Spania         | 1   | 2      | 0     | 3     |
| 2     | China          | 1   | 1      | 1     | 3     |
| 3     | Coreea de Sud  | 1   | 1      | 0     | 2     |
| 3     | Turcia         | 1   | 1      | 0     | 2     |
| 5     | Marea Britanie | 1   | 0      | 1     | 2     |
| 5     | Italia         | 1   | 0      | 1     | 2     |
| 7     | Argentina      | 1   | 0      | 0     | 1     |
| 7     | Serbia         | 1   | 0      | 0     | 1     |
| 9     | Franța         | 0   | 1      | 1     | 2     |
| 10    | Gabon          | 0   | 1      | 0     | 1     |
| 10    | Iran           | 0   | 1      | 0     | 1     |
| 12    | Rusia          | 0   | 0      | 2     | 2     |
| 12    | SUA            | 0   | 0      | 2     | 2     |
| 14    | Afganistan     | 0   | 0      | 1     | 1     |
| 14    | Columbia       | 0   | 0      | 1     | 1     |
| 14    | Croația        | 0   | 0      | 1     | 1     |
| 14    | Cuba           | 0   | 0      | 1     | 1     |
| 14    | Germania       | 0   | 0      | 1     | 1     |
| 14    | Mexic          | 0   | 0      | 1     | 1     |
| 14    | Taipei         | 0   | 0      | 1     | 1     |
| 14    | Tailanda       | 0   | 0      | 1     | 1     |
| Total | Total          | 8   | 8      | 16    | 32    |

### Masculin
| Categorie   | Aur                  | Argint           | Bronz             |
| 58 kg       | Joel González        | Lee Dae-Hoon     | Aleksey Denisenko |
| 58 kg       | Joel González        | Lee Dae-Hoon     | Óscar Muñoz       |
| 68 kg       | Servet Tazegül       | Mohammad Bagheri | Terrence Jennings |
| 68 kg       | Servet Tazegül       | Mohammad Bagheri | Rohullah Nikpai   |
| 80 kg       | Sebastián Crismanich | Nicolás García   | Lutalo Muhammad   |
| 80 kg       | Sebastián Crismanich | Nicolás García   | Mauro Sarmiento   |
| peste 80 kg | Carlo Molfetta       | Anthony Obame    | Robelis Despaigne |
| peste 80 kg | Carlo Molfetta       | Anthony Obame    | Liu Xiaobo        |

### Feminin
| Categorie   | Aur              | Argint               | Bronz                  |
| 49 kg       | Wu Jingyu        | Brigitte Yagüe       | Chanatip Sonkham       |
| 49 kg       | Wu Jingyu        | Brigitte Yagüe       | Lucija Zaninović       |
| 57 kg       | Jade Jones       | Hou Yuzhuo           | Marlène Harnois        |
| 57 kg       | Jade Jones       | Hou Yuzhuo           | Tseng Li-Cheng         |
| 67 kg       | Hwang Kyung-Seon | Nur Tatar            | Paige McPherson        |
| 67 kg       | Hwang Kyung-Seon | Nur Tatar            | Helena Fromm           |
| peste 67 kg | Milica Mandić    | Anne-Caroline Graffe | Anastasia Baryshnikova |
| peste 67 kg | Milica Mandić    | Anne-Caroline Graffe | María Espinoza         |